# Publius Rutilius Lupus (Konsul)
Publius Rutilius Lupus († 10. Juni 90 v. Chr. bei Carsioli am Tolenus) war ein römischer Politiker der späten Republik.
Der Sohn und Enkel eines Lucius Rutilius dürfte spätestens im Jahr 93 die Prätur bekleidet haben. Kurz nach Ausbruch des Bundesgenossenkriegs wurde er Konsul im Jahr 90 v. Chr. Rutilius übernahm das Kommando auf dem nördlichen Kriegsschauplatz, während sein Kollege Lucius Iulius Caesar Oberbefehlshaber im Süden war.
Unter Rutilius dienten einige erfahrene Feldherren als Legaten. Rutilius missachtete den Rat seines erfahrenen Legaten und Verwandten Gaius Marius (des Siegers über Jugurtha, Kimbern und Teutonen), zuerst die Truppen auszubilden und den Krieg in die Länge zu ziehen. Nachdem sein Legat Gaius Perperna unterlegen war, setzte er ihn ab und setzte sich selbst an die Spitze eines Teils des Heeres. Beim Versuch, Alba Fucens zu entsetzen, wurde er von den Marsern unter Vettius Scato in der Nähe von Carsioli im Tal des Tolenus in einen Hinterhalt gelockt und getötet. Marius konnte nach dem Tod des Konsuls die Gegner zurückdrängen und Rutilius’ Leiche bergen, die zur Beisetzung nach Rom gebracht wurde.
Der spätere Volkstribun (57/56 v. Chr.) und Prätor (49 v. Chr.) Publius Rutilius Lupus war vermutlich sein Sohn.